# Dimény Lajos
Dimény Lajos (Budapest, 1898. február 22. – ?) magyar labdarúgóedző.

## Pályafutása
1923 és 1928 között az olasz Savona edzője volt. A másod- és harmadosztályban szerepelt a csapattal. 1930–31-ben és 1935–36-ban egy-egy idényen át tevékenykedett edzőként az AC Ravenna csapatánál a harmadosztályban.
Először 1939-ben lett a Ferencváros vezetőedzője. Első mérkőzésen az Üllői úton, bajnoki mérkőzésen 4-1-re győzött a Fradi a Haladás ellen. Az első két idényben bajnokságot nyert a csapattal. 1942-ben a magyar kupát is megnyerte a Ferencváros. Harmadik idényében az 1942. november 8-i Elektromostól elszenvedett 3–2-es vereség után távozott posztjáról. 1946 májusa és 1947 áprilisa között ismét az FTC vezetőedzője lett. 1947. április 27-én a Vasastól 4–0-s vereséget szenvedett a Ferencváros, így ismét a távozás mellett döntött. Összesen 168 alkalommal ült a Ferencváros kispadján, ebből 120 bajnoki, 6 hazai kupa- és 9 hazai díjmérkőzés volt, illetve 4 nemzetközi tétmérkőzés és 29 nemzetközi barátságos mérkőzés.

## Sikerei, díjai
- Magyar bajnokság
  - bajnok: 1939–40, 1940–41
  - 3.: 1942–43
- Magyar kupa
  - győztes: 1942, 1943
- Közép-európai kupa
  - döntős: 1940